# MV Millennial Spirit
«Millennial Spirit» — молдовський танкер-хімік, який був обстріляний російськими військовими кораблями в Чорному морі під час російського вторгнення в Україну 2022 року. Він був побудований в 1974 році і має 77.12 метрів завдовжки з мідлем судна 12.53 метрів і оцінений в 1665 GT і 2200 DWT.

## Характеристики
«Millennial Spirit» — 2200-тонний хімічний танкер 77,12 м (253 фут 0 дюйм) довгий, має промінь 12,53 м (41 фут 1 дюйм) і проект 4,6 м (15 фут 1 дюйм) . Він має одну палубу та екіпаж з 12 осіб.

## Історія

### Будівля
«Millennial Spirit» був побудований в Лауенбурзі, Німеччина, суднобудівником JG Hitzler Schiffsw und Maschinenfabrik. Його будівництво було завершено 22 червня 1974 року під першим зареєстрованим ім'ям Essberger Pilot з оригінальним портом реєстрації в Лімасолі, Кіпр. Протягом наступних років корабель кілька разів змінював назви, включаючи Solvent Explorer, Tom Lima і Hordafor Pilot.

### Операція з Nesskip
У серпні 2001 року танкер було придбано ісландською судноплавною компанією Nesskip разом з MV Фріґґ Під назвою MV Freyja, до 2015 року керував Nesskip, зареєстрований у Валлетті, Мальта. Він був названий на честь скандинавської богині кохання Фрейї і працював по Європі, зупиняючись у таких портах, як Іммінгем і Делфзейл.

### Обстріл
25 лютого 2022 року «Millennial Spirit» перевозив 600 тонн дизельного палива і проходив транзитом через Чорне море. Повідомляється, що російські військові кораблі обстріляли танкер за дванадцять миль на південь від українського порту Южне. Екіпаж корабля мав дванадцять осіб, переважно з росіян, двоє - отримали поранення, а інші десять були змушені покинути корабель у рятувальних жилетах. Усіх дванадцять членів екіпажу врятувала українська влада.
За попередніми повідомленнями, судно плавало під прапором Румунії, країни, яка входить до НАТО, що викликало занепокоєння щодо нападу на члена НАТО. Однак ці повідомлення виявилися недостовірними, і військово-морське агентство Молдови підтвердило, що «Millennial Spirit» був молдовським.
Вдруге, «Millennial Spirit» був обстріляний російською авіацією 7 липня 2022 року. Згідно повідомлення ОК "Південь", з російського літака Су-30 було випущено 2 ракети Х-31. Одна з ракет поцілила в танкер «Millennial Spirit» (прапор Молдова), що дрейфував в територіальному морі без екіпажу та із залишками дизпалива в понад 500 тон на борту. На судні виникла пожежа, друга ракета - самоліквідувалася над морем.